# Przepływ jednej sztuki

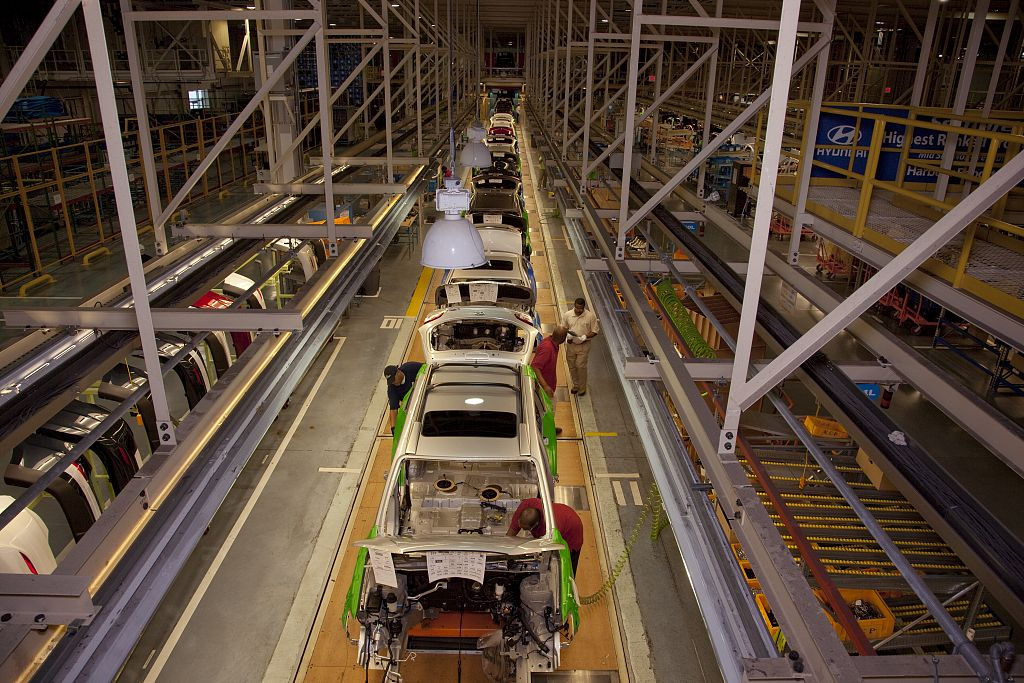
Przepływ jednej sztuki na linii montażowej w fabryce Hyundai Motor Manufacturing Alabama w Montgomery w Stanach Zjednoczonych

Przepływ jednej sztuki (ang. one-piece flow, single-piece flow, make-one, move-one) − metoda produkcji, w której produkty lub ich partia są wytwarzane i przekazywane do kolejnego etapu procesu pojedynczo, za jednym razem. Innymi słowy, maksymalny zapas między operacjami/stanowiskami/procesami wynosi jeden.

## Geneza
Początki przepływu jednej sztuki to zastosowanie koncepcji „potwierdzenia jeden po drugim” na odlewni w procesie produkcji silników przez Kiichiro Toyoda w 1934. Zamysłem Toyody było niedodawanie więcej pracy dla części, które później okazywały się wadliwe. W krótkim czasie zauważono, że taka metoda przynosi wiele korzyści.
Według innego źródła twórcą tej metody był Henry Ford.

## Opis
Przepływ jednej sztuki należy do rozwiązań lean management. Jest niezbędny do stworzenia tzw. przepływu ciągłego, umożliwiającego produkowanie w sposób jak najbardziej płynny. Jest możliwy do osiągnięcia zarówno poprzez zastosowanie linii produkcyjnych, jak i przy montażu ręcznym.
Do korzyści ze stosowania przepływu jednej sztuki należą m.in. zmniejszenie liczby wadliwych produktów, skrócenie czasu ich wytwarzania oraz zmniejszenie zapasów.